# Ukraińska Piłkarska Premier-liha
Ukraińska Piłkarska Premier-liha (ukr. Об’єднання професіональних футбольних клубів України «Прем’єр-ліга», Objednannia profesionalnych futbolnych lih Ukrajiny „Premjer-liha”) – jest związkiem profesjonalnych piłkarskich klubów Ukrainy, założonym 15 kwietnia 2008 w celu organizacji mistrzostw Ukrainy w piłce nożnej w Premier-lidze, młodzieżowych mistrzostw Ukrainy oraz Pucharu Ukrainy i Superpucharu Ukrainy.
Do lata 2008 rozgrywki ligowe i pucharowe organizowała PFL. Po powstaniu Ukraińskiej Piłkarskiej Premier-lihi dla PFL pozostała organizacja rozgrywek ligowych w Pierwszej Lidze i Drugiej Lidze.
Ukraińska Piłkarska Premier-liha łączy 16 profesjonalnych piłkarskich klubów występujących w Premier-lidze. Co sezon skład organizacji zmienia się – zamiast przedstawicieli klubów, które spadły z Premier-lihi, wchodzą członkowie klubów, które awansowały.
Pierwszym prezydentem Ukraińskiej Piłkarskiej Premier-lihi był Witalij Danyłow (od 1 lipca 2009, w okresie od 27 maja 2008 do 30 czerwca 2009 pełnił obowiązki Prezydenta). 29 lutego 2016 został zmieniony na Wołodymyra Heninsona. 6 kwietnia 2018 Prezesem został wybrany Thomas Grimm.